# Lysandra narbonensis
Lysandra narbonensis är en fjärilsart som beskrevs av Ruggero Verity 1926. Lysandra narbonensis ingår i släktet Lysandra och familjen juvelvingar. Inga underarter finns listade i Catalogue of Life.